# Pericallis × hybrida
Pericallis × hybrida es una planta de la división Magnoliophyta encuadrada en la familia de Asteraceae. Se originó por hibridación de  Pericallis cruenta con  Pericallis lanata, ambas nativas de las Islas Canarias. La hibridación, artificial, fue desarrollada en los Jardines Reales Británicos en 1777, originalmente era conocida como Cineraria x hybrida, pero el género Cineraria fue transferido únicamente a un grupo de plantas de Sudáfrica, y las plantas de las Islas Canarias fueron transferidas al género Pericallis.

## Cultivo y usos
Pericallis × hybrida nace de semillas.  Se siembra generalmente en una maceta, que esta contenga tres partes de limo, dos partes de ceniza y un sexto de arena, cubre esta mezcla con tierra fina y presiona la superficie firme.
Pericallis × hybrida también es usada como medicina alternativa para curar las cataratas

## Cuidados
Se trata de una planta ornamental sensible al frío; de hecho, no soporta temperaturas menores a 5 °C. En cuanto a la exposición solar, la resiste directa o indirecta, bajo cierto grado de sombra. Edafológicamente precisa de suelo fértil y bien drenado.

## Fitopatología
Este híbrido puede ser afectado por patógenos de diversas clases, lo cual provoca síntomas y signos de diversa índole:
Bacterias
- Agrobacterium tumefaciens (Smith and Townsend 1907) Conn 1942, que provoca agalla de la corona.
- Ralstonia solanacearum (Smith 1896) Yabuuchi et al. 1996.

Hongos
- Alternaria cinerariae S.Hori & Enjoji
- Thielaviopsis basicola (Berk. & Broome) Ferraris
- Chalara elegans Nag Raj & Kendr. [synanamorph]
- Botrytis
- Plasmopara halstedii (Farl.) Berl. & DeToni in Sacc, un mildiú polvoriento.
- Bremia lactucae Regel
- Fusarium sp.
- Phytophthora cambivora (Petri) Buisman 
  - P. cinnamomi Rands
  - P. cryptogea Pethybr. & Lafferty
  - P. parasitica Dastur
- Erysiphe cichoracearum DC.
- Sphaerotheca fusca (Fr.) Blumer
- S. macularis (Wallr., Fr.) Lindl.
- Pythium, que ocasiona un marchitamiento generalizado.
  - Pythium ultimum Trow
- Rhizoctonia, que produce pudrición de la raíz.
  - Rhizoctonia solani Kühn
- Coleosporium tussilaginis (Pers.) Lév. in Orb.
- Verticillium
- Albugo tragopogonis (Pers.) Gray

Nematodos

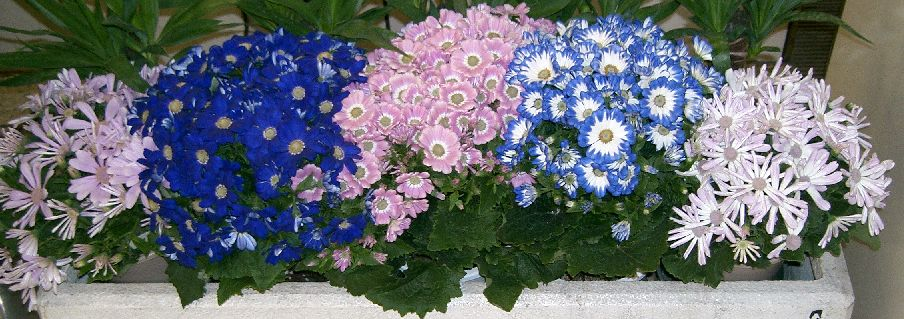
Diferentes colores.

- Aphelenchoides ritzemabosi (Schwartz) Steiner & Buhrer
- Meloidogyne javanica (Treub) Chitwood

Virus
- Tospovirus,